# قانون المسطرة الجنائية (المغرب)
في المغرب، قانون المسطرة الجنائية هو النص التشريعي الذي يحدد المساطر والإجراءات الجنائية التي بموجبها يطبق القانون الجنائي المغربي.
يتكون هذا القانون من سبعة كتب.
- الكتاب الأول: التحري عن الجرائم ومعاينتها؛
- الكتاب الثاني: الحكم في الجرائم؛
- الكتاب الثالث: القواعد الخاصة بالأحداث؛
- الكتاب الرابع: طرق الطعن غير العادية؛
- الكتاب الخامس: مساطر خاصة؛
- الكتاب السادس: تنفيذ المقررات القضائية والسجل العدلي ورد الاعتبار؛
- الكتاب السابع: الاختصاص المتعلق ببعض الجرائم المرتكبة خارج المملكة والعلاقات مع السلطات القضائية الأجنبية.